# HD 213240
HD 213240 är en möjlig dubbelstjärna  belägen i den mellersta delen av stjärnbilden Tranan. Den har en kombinerad skenbar magnitud av ca 6,81 och kräver åtminstone en handkikare för att kunna observeras. Baserat på parallax enligt Gaia Data Release 2 på ca 24,4 mas, beräknas den befinna sig på ett avstånd på ca 134 ljusår (ca 41 parsek) från solen. Den rör sig närmare solen med en heliocentrisk radialhastighet på ca –0,5 km/s.

## Egenskaper
Primärstjärnan HD 213240 A är en metallrik, gul till vit stjärna i huvudserien av spektralklass G0/G1 V. Den har en massa som är ca 1,6 solmassor, en radie som är ca 1,6 solradier och har ca 2,7 gånger solens utstrålning av energi från dess fotosfär vid en effektiv temperatur av ca 5 900 K.
En följeslagare i form av en röd dvärgstjärna med en projicerad separation av 3,898 AE upptäcktes 2005.

## Planetssystem
Genève extrasolar planet search team upptäckte 2001 en exoplanet som kretsar kring stjärnan.  Det finns en sannolikhet på 5 procent att den kan vara en brun dvärg.
| Planet | Massa           | Halv storaxel (AE) | Siderisk omloppstid (d) | Excentricitet | Inklination | Radie |
| ------ | --------------- | ------------------ | ----------------------- | ------------- | ----------- | ----- |
| b      | ≥4,72 ± 0,40 MJ | 1,92 ± 0,11        | >882,7 ± 7,6            | 0,421 ± 0,015 | -           | -     |